# Districte de Down
El Districte de Down és un districte situat al comtat de Down a Irlanda del Nord. La seu és a Downpatrick. Altres ciutats del districte són Ardglass, Ballynahinch, Castlewellan, Clough, Crossgar, Dundrum, Killough, Killyleagh, Newcastle, Saintfield, Seaforde i Strangford. Té una població propera als 64.000 habitants.
El districte de Down comprèn quatre àrees electorals: Ballynahinch, Downpatrick, Newcastle i Rowallane. A les eleccions locals de 2011, els 23 consellers foren escollits entre els següents partits polítics: 9 SDLP, 5 Sinn Féin, 3 DUP, 3 UUP, 1 Alliance Party, 1 Green Party, 1 Independent. El cap del consell de districte per a 2011/2012 és Dermot Curran (SDLP) i el vicepresident Liam Johnston (Sinn Féin).
A les eleccions al Parlament del Regne Unit es divideix entre les circumscripcions de Strangford i South Down.

## Tasques del consell
El consell ha de proveir periòdicament de diners per a assegurar que el Centre de Visitants de Sant Patrici a Downpatrick es mantingui operatiu. També ha finançat un passeig marítim regenerant les infraestructures a Newcastle. El nou passeig ha obtingut diversos guardons.

## Revisió de l'Administració Pública
En la revisió de l'Administració Pública (RPA), el consell s'ha d'unificar amb el districte de Newry i Mourne el 2011 amb una àrea ampliada de 1.539 km² i una població de 150.886 habitants. Les següents eleccions tindran lloc en maig de 2009, però el 25 d'abril de 2008, Shaun Woodward, Secretari d'Estat per a Irlanda del Nord anuncià que les eleccions de districte programades per a 2009 serien posposades fins a la introducció dels 11 nous consells en 2011. Els canvis planejats foren abandonats en 2010 i les eleccions finalment es van dur a terme en 2011 en el marc de les fronteres existents.